# Asserbo slottsruin

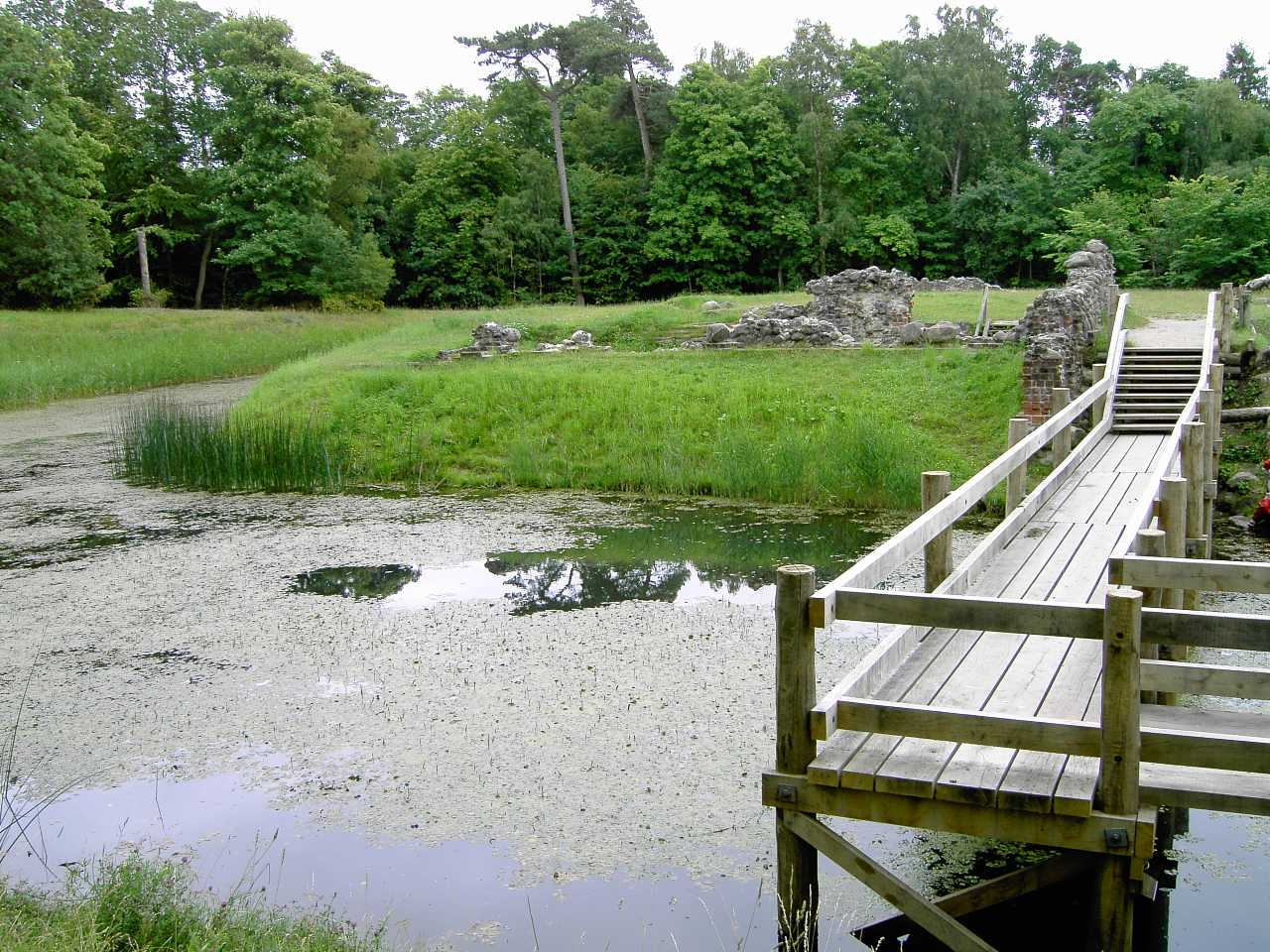
Asserbo slottsruin från vindbryggan mot söder (2004).

Asserbo kloster (senare Asserbo slott och idag Asserbo slottsruin) grundades av biskop Absalon, som under 1100-talets andra hälft lät franska munkar från Kartusianorden att bo i klostret. Slottet låg på Hvideättens dåvarande marker.
Asserbo slott drabbades under 1500- och 1600-talet av den stora sandflykten och övergavs förmodligen i början av 1700-talet. Slottet utgrävdes 1849 och vallgravarna återställdes 1972. Asserbo slott bestod av en huvudbyggnad, ett torn med källare, ytterligare källare och några korsvirkeshus. Grunden var byggd av murtegel. Asserbo slott omgavs av en vallgrav och ingången till slottet var från norr via en vindbrygga. Väster och söder om slottet ligger den tidigare havsbottnen, ett område som sträcker sig från kusten via Holløse Bredning till Arresø. Slottet var under medeltiden omgivet av våtmarker och otillgängligt från söder. Det tidigare våtmarksområdet är nu skogbevuxet och bebyggt med sommarhus.

## Bildgalleri

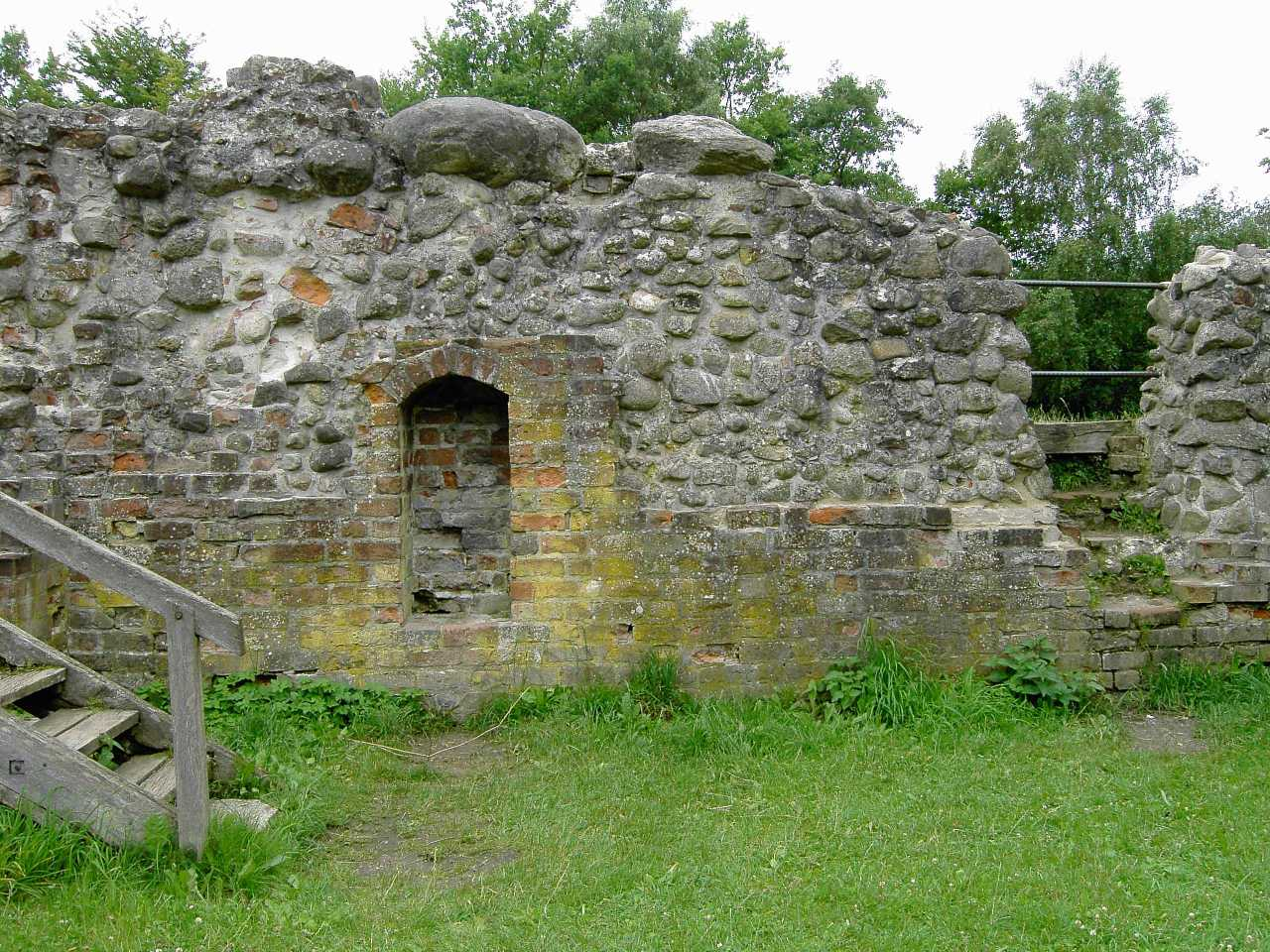
Huvudbyggnadens källare - mot väster (2004).
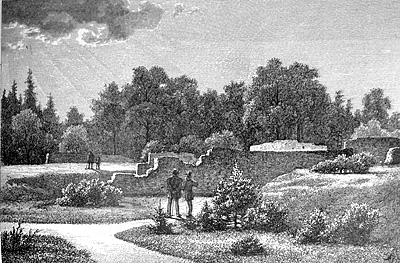
Slottsruinerna i slutet av 1800-talet.
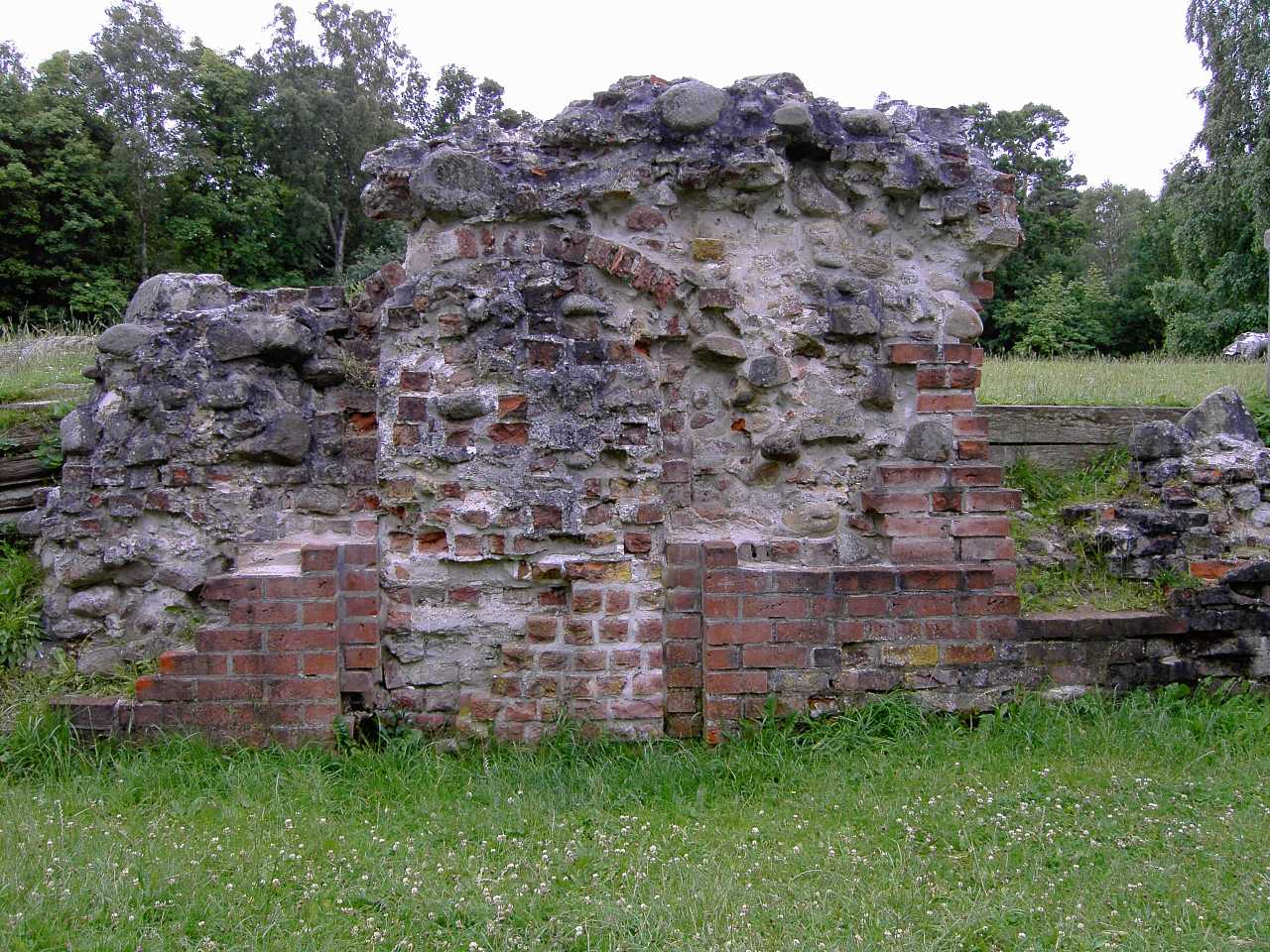
Huvudbyggnadens källare - mot söder (2004).